# Spilosmylus inquinatus
Spilosmylus inquinatus är en insektsart som först beskrevs av Robert McLachlan 1870.
Spilosmylus inquinatus ingår i släktet Spilosmylus och familjen vattenrovsländor. Inga underarter finns listade i Catalogue of Life.